# Journée des bricoles

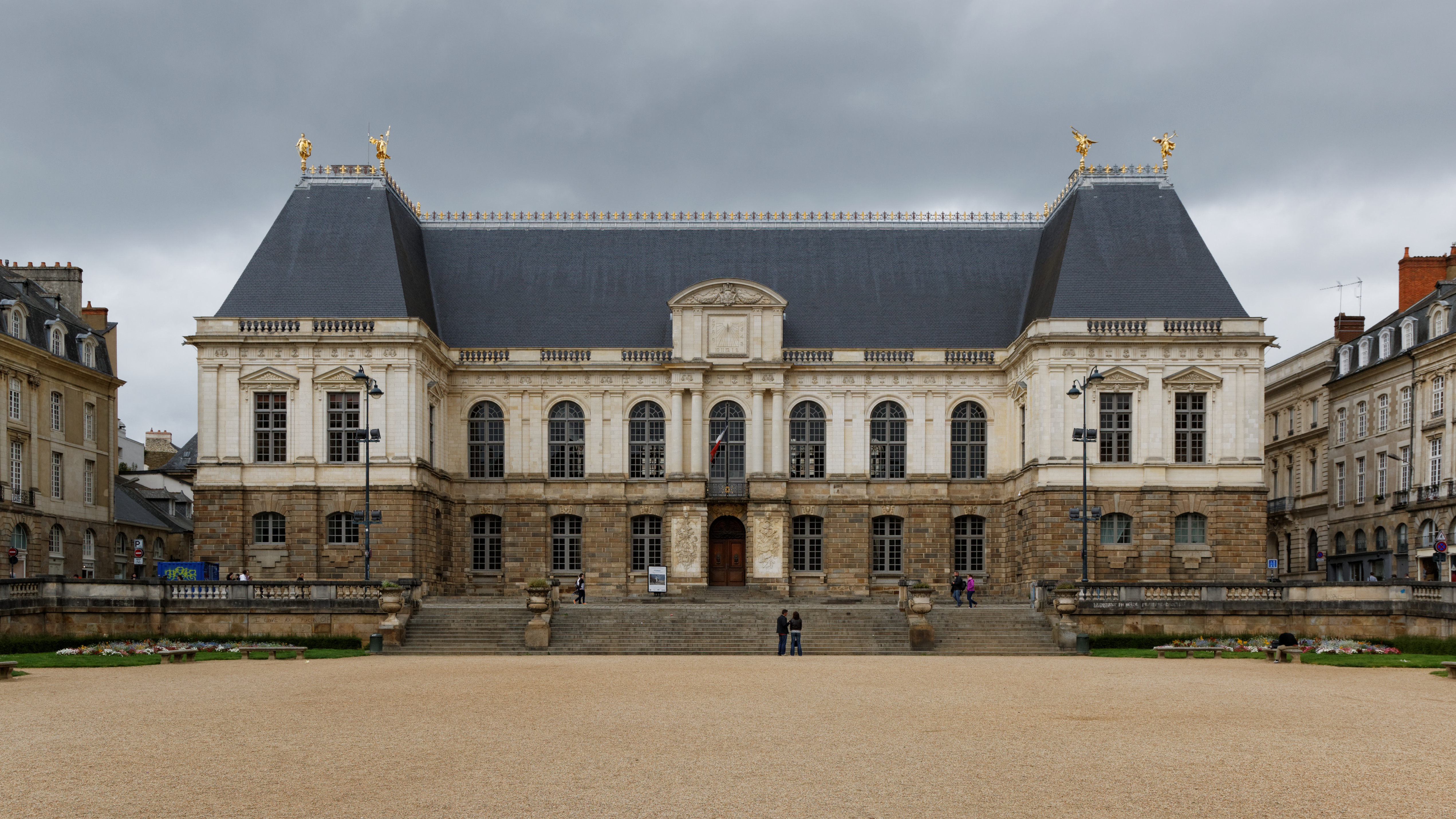
Fachada del edificio del Parlamento de Bretaña. En la plaza tuvo lugar el enfrentamiento violento de la Journée des bricoles.

La Journée des bricoles (literalmente, Jornada de los petrales) es el nombre con que se conoce el enfrentamiento violento que tuvo lugar en Rennes, capital de Bretaña, el 26 y 27 de enero de 1789 entre secuaces de la nobleza bretona y jóvenes del Tercer Estado, en su mayoría estudiantes encabezados por Jean Victor Marie Moreau, en el contexto de la convocatoria de los Estados Generales de 1789. El balance son decenas de heridos por ambos bandos y dos muertos, del lado aristocrático. Estos hechos prefiguran lo que sucederá meses después cuando estalle la Revolución francesa, por lo que se enmarcan en la llamada «prerrevolución francesa».

## Contexto
Junto con el Languedoc y la Provenza, Bretaña es una de las pocas «provincias» del Reino de Francia que conserva una asamblea de los tres estamentos (nobleza, clero y tercer estado). Esta asamblea, denominada Estados de Bretaña, está totalmente dominada por la nobleza que la utiliza para garantizar y defender sus privilegios frente a las «injerencias» de la Corona y de sus delegados (el intendente). Uno de sus cometidos principales es la negociación con el intendente del montante de los impuestos que deben pagar los habitantes del territorio (y con éxito, pues un campesino bretón paga tres veces menos impuestos que un campesino de la vecina región de Normandía). En la defensa de esos privilegios cuenta con el Parlamento de Bretaña, asimismo dominado por la nobleza bretona —sus noventa magistrados son todos nobles—.
En agosto de 1788 el rey Luis XVI convocó los Estados Generales de Francia obligado por la révolte nobiliaire que se ha opuesto a sus proyectos de reforma que incluían la pérdida de las exenciones fiscales de la nobleza de Francia. Pero pronto este enfrentamiento entre la nobleza y la Corona derivó en una «guerra entre el Tercer Estado y los otros órdenes», como señaló un observador en enero de 1789. En Bretaña el Tercer Estado, con los negociantes de Nantes y de Lorient y los abogados de Rennes y de Quimper al frente, reclama el aumento de su representación en los Estados de Bretaña y la reducción de la de nobleza, pero la propuesta es rechazada (a pesar de que a finales de diciembre el rey ha concedido la duplicación de los diputados que le corresponden al Tercer Estado en los Estados Generales).
La respuesta del tiers es el bloqueo de los Estados de Bretaña por parte de los 43 diputados de las ciudades bretonas (lo mismo que sucederá en mayo-junio en los Estados Generales reunidos Versalles). El rey, temiendo que el asunto impida la percepción de los impuestos y con el objetivo de calmar los ánimos, decide el 3 de enero suspender los Estados de Bretaña durante un mes, pero la nobleza desobedece la orden y ocupa día y noche la sala de las deliberaciones, en el convento de los franciscanos (cordeliers), situada en la plaza donde se encuentra el edificio del Parlamento. El 8 de enero los nobles presentes acordaban excluir de su estamento a todos aquellos que cedieran a las exigencias de los burgueses. Tras la «ocupación» por la nobleza de la sala de deliberaciones se suceden los incidentes en las calles de Rennes entre jóvenes nobles y del Tercer Estado.

## Hechos
Para defender su posición la nobleza decidió levantar a los pobres contra el haut tiers (los ricos burgueses) alegando que los Estados de Bretaña no han podido socorrerlos (a la mala cosecha de 1788 se ha unido un invierno muy frío) porque aquellos los han bloqueado, además de responsabilizar a la municipalidad de Rennes, que se ha destacado en las reivindicaciones del tiers état, de no haber fijado un precio máximo del pan vendido en la ciudad.
Alentados (o pagados) por los nobles una parte del petit peuple de Rennes, muchos de ellos porteadores que utilizan bricoles (correas de cuero para sujetar sus cargas), de ahí el nombre de Journée des bricoles que recibirán los hechos, en la mañana del 26 de enero se dirige desde el sur de la ciudad a la plaza del Parlamento. Algunos magistrados los esperan para atender las quejas de la gent bricolière. Les prometen la bajada del precio del pan y lamentan que los Estados de Bretaña, bloqueados por el tiers, no hayan podido proceder a las distribuciones habituales. En respuesta la multitud aclama al Parlamento, a los nobles y a la Constitución bretona, además de rechazar lo que pide el tiers. Entonces, un grupo de estudiantes de derecho acude a la plaza para denunciar que el petit peuple está siendo utilizado políticamente por la nobleza y para cuestionar en voz alta la espontaneidad de la movilización. «De las burlas se pasa a los insultos, y de los insultos a los golpes», relata el historiador Roger Dupuy.
Al día siguiente 27 de enero se produjeron los hechos más graves. Los estudiantes impiden que los nobles entren en la sala de las deliberaciones del convento de los franciscanos y los nobles que estaban dentro salen del edificio con espadas y pistolas en la mano. Pero esta vez los estudiantes están armados. «Se oyen disparos de fusil desde las ventanas de ciertos edificios, y otros protagonistas, alertados por los disparos, llegan con las armas en la mano. Durante cerca de dos horas, el centro de Rennes se transforma en un verdadero campo de batalla», relata Dupuy. El balance final son decenas de heridos de una parte y de otra, y dos muertos, dos aristócratas. Uno de ellos, de diecinueve años, compañero de colegio de un joven Chateaubriand que participó, él también, en el tumulto, y que lo relató treinta años más tarde en un sus Mémoires d'outre-tombe.

## Consecuencias

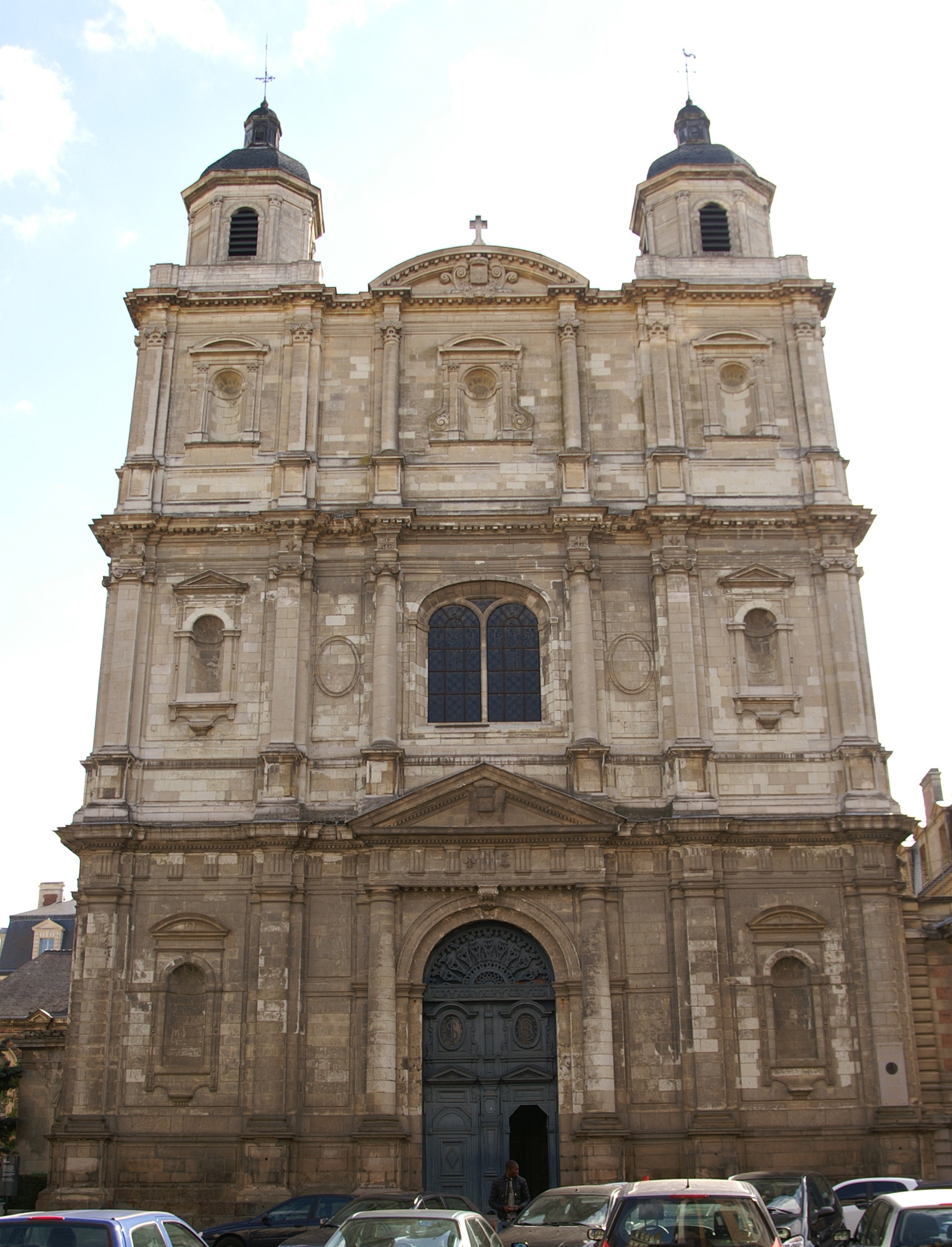
Fachada de la iglesia de Todos los Santos de Rennes donde tuvo lugar el 3 de febrero de 1789 la asamblea de los jóvenes bretones del tiers état en la que juraron prestarse ayuda y socorro en caso de una agresión aristocrática.

Los nobles volvieron a sus castillos donde se prepararon para sublevar a «sus» campesinos contra los burgueses de las ciudades como venganza por los dos muertos de su estamento. Por su parte los jóvenes del tiers, no solo de Rennes sino también de otras ciudades bretonas e incluso de Angers, celebraron una asamblea el 3 de febrero en la iglesia de Toussaints en la que juraron que se prestarían ayuda y socorro en caso de agresión aristocrática (un juramento que renovarán un año después, en plena revolución).
La nobleza no logró sublevar a los campesinos contra las ciudades porque estos, como miembros del Tercer Estado, basculan del lado de la burguesía y defienden sus propios intereses como evidencian los cuadernos de quejas que redactan. En abril se celebran las elecciones a los Estados Generales y por el Tercer Estado son designados 47 burgueses, formando la diputación más numerosa junto con la de París. Cuando se abren los Estados Generales en mayo alquilan el salón trasero de un café que pronto será conocido como el «club bretón», uno de los más dinámicos y radicales del Tercer Estado. Cuando la Asamblea Nacional Constituyente, siguiendo los pasos de la familia real («Marcha sobre Versalles»), se traslada a París en octubre de 1789 se reúnen en la biblioteca del convento de los jacobinos de la calle de Saint-Honoré.
Según Roger Dupuy, el consenso alcanzado entre la nobleza y la burguesía tras la Journée des Tuiles de Grenoble del 7 de junio de 1788 para hacer frente al «despotismo ministerial» se rompió en Rennes, «y la nobleza, exasperada por el descaro del tiers état, toma la iniciativa de la violencia y se convierte, de forma premonitoria, en la primera víctima».